# Mustang (singel)
Mustang – singel polskich piosenkarzy Vito Bambino i Sanah. Utwór pochodzi z drugiego albumu studyjnego Bambino, Pracownia. Singel został wydany 23 marca 2023.
Nagranie otrzymało w Polsce status platynowego singla, przekraczając liczbę 50 tysięcy sprzedanych kopii.

## Geneza utworu i historia wydania
Utwór napisali i skomponowali Mateusz Dopieralski, Zuzanna Grabowska, Amar Ziembiński, Brian Massaka, Tomasz Sołtys oraz Maciej Matysiak.
Singel ukazał się w formacie digital download 23 marca 2023 w Polsce za pośrednictwem wytwórni płytowej Def Jam Recordings. Piosenka została umieszczona na drugim albumie studyjnym Bambino – Pracownia.

## Teledysk
Do utworu powstał teledysk w reżyserii Mateusza Dopieralskiego, który udostępniono 24 marca 2023 za pośrednictwem serwisu YouTube.

## Lista utworów
- Digital download[2]

1. „Mustang” – 3:39

## Notowania

### Pozycje na listach sprzedaży
| Kraj   | Lista (2023)             | Najwyższa pozycja |
| ------ | ------------------------ | ----------------- |
| Polska | Billboard Poland Songs   | 22                |
| Polska | OLiS – single w streamie | 28                |

## Certyfikaty
| Kraj          | Certyfikat      | Sprzedaż |
| ------------- | --------------- | -------- |
| Polska (ZPAV) | platynowa płyta | 50 000+  |